# Rhodiola sinuata
Rhodiola sinuata là một loài thực vật có hoa trong họ Crassulaceae. Loài này được (Royle ex Edgew.) S.H. Fu miêu tả khoa học đầu tiên năm 1965.